# Huy chương Wigner
Huy chương Wigner là một giải thưởng được lập ra với mục đích "công nhận những đóng góp xuất sắc cho kiến thức vật lý thông qua lĩnh vực lý thuyết nhóm". Huy chương Wigner được điều hành bởi Quỹ Vật lý cơ bản và Lý thuyết nhóm, một tổ chức tình nguyện công cộng. Tiền quyên góp cho quỹ là phần thuế khấu trừ theo đúng điều khoản của Mục 170 thuộc Luật Thu nhập nội địa, là một luật liên bang của Hoa Kỳ.
Giải thưởng được trao đầu tiên vào năm 1978 cho Eugene Wigner tại Hội nghị Hợp nhất Lý thuyết nhóm và Toán Vật lý.

## Danh sách người nhận giải
- 1978 Eugene Wigner
- 1978 Valentine Bargmann
- 1980 Israel Gel'fand
- 1982 Louis Michel
- 1984 Yuval Ne'eman
- 1986 Feza Gürsey
- 1988 Isadore Singer
- 1990 Francesco Iachello
- 1992 Julius Wess và Bruno Zumino
- 1996 Victor Kac và Robert Moody
- 1998 Marcos Moshinsky
- 2000 Lochlainn O’Raifeartaigh
- 2002 Harry Jeannot Lipkin
- 2004 Erdal İnönü
- 2006 Ōkubo Susumu